# Magdiwang

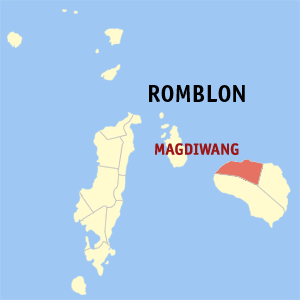
Bản đồ Romblon với vị trí của Magdiwang

Magdiwang là một đô thị hạng 5 ở tỉnh Romblon, Philippines. Theo điều tra dân số năm 2000, đô thị này có dân số 12.032 người trong 2.422 hộ.

## Barangay
Magdiwang được chia thành 9 barangay.
- Agsao
- Agutay
- Ambulong
- Dulangan
- Ipil
- Jao-asan
- Poblacion
- Silum
- Tampayan